# Ирмес
Ирмес, встречается также название Ирспис — река в России, протекает по Ивановской и Владимирской областях.
Ирмес впадает в реку Нерль в 74 км от устья. Длина реки составляет 70 км, площадь водосборного бассейна — 662 км².
На левом берегу реки Ирмес к северу от западной окраины села Весь находится селище Весь 5, открытое в 2001 году Суздальским разведочным отрядом ИА РАН. На селище Весь 5 выделяются два основных периода обитания: IX—X веков и XII—XIII веков.

## Данные водного реестра
По данным государственного водного реестра России относится к Окскому бассейновому округу, водохозяйственный участок реки — Нерль от истока и до устья, речной подбассейн реки — бассейны притоков Оки от Мокши до впадения в Волгу. Речной бассейн реки — Ока.
Код объекта в государственном водном реестре — 09010300812110000032623.

### Притоки
(указано расстояние от устья)
- река Кестра (правый)
- река Варга (правый)
- 23 км: река Урда (правый)
- 39 км: река Воймига (левый)
- 45 км: река Липня (левый)
- 47 км: река Кукса (Липная) (правый)